# Al-Waqidi
Al-Waqidi (arabe:الواقدي) ou 'Abu `Abdullah Muhammad Ibn Omar Ibn Waqid al Sahmi alAslami (arabe:أبو عبد الله محمد بن عمر بن واقد الأسلمي') (né en 745, mort en 822) est un historien arabe, musulman.

## Biographie
Waqidi est né à Médine en Arabie en 745. Quand le calife abbasside Haroun ar-Rachid a fait son pèlerinage à La Mecque, celui-ci se rendit à Médine. Il envoya son vizir, Yahya ben Khalid pour trouver un guide et ce fut Waqidi qu'il désigna. Il suivit le calife jusqu'à Bagdad où il fut promu qadi par `Abdullah ibn Harun et `Askar al-Mahdi pendant une période de quatre ans. On ignore encore quel camp il choisit pendant la guerre civile qui eut lieu dans l'Empire Abbasside entre les fils du calife Haroun ar-Rachid, mais il était encore qadi peu avant de mourir
Waqidi connaissait bien le Coran, les différents avis des savants sur les hadiths et l'histoire des conquêtes musulmanes qu'il expliqua dans ses différents livres. Son secrétaire, Ibn Sa'd al-Baghdadi, était également historien. Il s'est lui-même servi des travaux de Waqidi pour les siens.
Le seul livre de Waqidi qui ne fut pas perdu fut Kitab Al Tarikh wa Al Maghazi (chronique des campagnes du Prophète), qui existe encore en intégralité.

## Critiques sur ses travaux
Waqidi a été critiqué sur la véracité et sa probité intellectuelle sur ce qu'il a raconté sur la vie du prophète par de nombreux savants islamiques parmi lesquels : 
- Ash-Shâfi'î (mort en 204 AH / 820) a dit de lui : "Tous les livres de al-Waqidi sont des mensonges. A Médine, il y avait sept personnes qui ont été des fabulateurs d'autorité, l'un d'eux était al-Waqidi"[3]
- Ibn Maīn (mort en 233 AH / 848) a dit : "Il est faible. Il n’est rien. Pas fiable!"[4]
- Ishaq ibn Rahwayh (en) (mort en 238 AH / 853) a dit : "Selon moi, il est l’un de ceux qui fabriquent le Hadîth"[3]
- Ahmad Ibn Hanbal (mort en 241 AH / 855) a dit : "C'est un menteur, il fait des altérations dans les traditions"[4]
- Al-Boukhari (mort en 256 AH / 870) a dit : "Al-Waqidi a été délaissé dans la transmission (du hadîth). Il fabrique le hadîth (i.e. il l'invente)"[4]
- Abou Zour’a al-Razi (en) (mort en 264 AH / 878)  a dit : "(Les écrits de Waqidi sont) Abandonnés, Faibles"[3]
- Abou Dawoud (mort en 275 AH / 889) a dit "Je n'écrit pas de hadith ni ne relate de hadith sous son autorité. Il n'y a aucun doute qu'il avait pour habitude d'inventer des hadiths"[5]
- Abou Hatim Muhammad ibn Idris al-Razi (mort en 277 AH / 890)  a dit : "Il fabrique le hadîth. Nous avons abandonné son hadîth"[5]
- An-Nasa'i (mort en 303 AH / 915) a dit : "Les menteurs connus pour fabriquer les hadiths du messager d'Allah sont quatre. Ce sont  Yahya ibn Adi à Médine, al-Waqidi à Bagdad, Mouqatil ibn Sulayman (en) au Khorassan et Muhammad bin Sa’id en Syrie."[5]
- Yahya ibn Adi (mort en 364 AH / 974) a dit : "Ses traditions ne sont pas sûres et il y a danger chez lui (à accepter ses traditions)"[4]
- Al-Daraqutni (mort en 385 AH / 995) a dit : "Il y a une faiblesse chez lui (dans son rapport)"[4]
- Al-Nawawi (mort en 676 AH / 1277) a dit : "Leur (les savants du hadith) consensus est qu'al-Waqidi est faible"[5]
- Al-Dhahabi (mort en 748 AH / 1348) a dit : "Un consensus s'est établi sur la faiblesse d'al-Waqidi"[4]
- Ibn Hajar al-Asqalani (mort en 852 AH / 1449) a dit : "Il a été abandonné malgré l'immensité de ses connaissances"[6]
- Al-Albani (mort en 1420 AH / 1999) a dit : "al-Waqidi est un menteur"[7]

Un consensus de ces oulémas susmentionnés fait que le travail scientifique d'Al-Waqidi est fortement remis en question dans la narration. Ce qui a conduit à considérer son isnad dans les reports de hadiths comme faible (da'îf).